# Шогриш
Шогриш (в верховье Мостовка) — река в России, протекает в Артёмовском районе Свердловской области. Устье реки находится в 59 км по правому берегу реки Бобровки. Длина Шогриша составляет 20 км.

## Данные водного реестра
По данным государственного водного реестра России, Шогриш относится к Иртышскому бассейновому округу, речному бассейну Иртыша, речному подбассейну Тобола. Водохозяйственный участок — Ница от слияния рек Реж и Нейва и до устья.
Код объекта в государственном водном реестре — 14010501912111200007118.